# Maria Sid

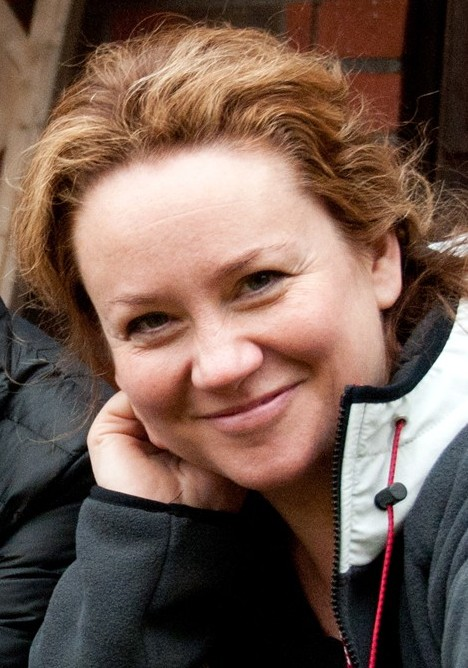
Maria Sid (2012)

Maria Charlotta Sid-Achrén (* 13. Mai 1968 in Helsinki als Maria Charlotta Sid) ist eine finnlandschwedische Schauspielerin und Regisseurin.
Als Schauspielerin spielt sie sowohl schwedisch- als auch finnischsprachige Rollen. Besondere Bekanntheit erlangte sie mit dem Fernsehsatireprogramm Donna Paukku.

## Filmographie
- Akvaariorakkaus (1993) .... Morsian
- Nainen kedolla (2003) .... Liisa Veräjä
- Operation Stella Polaris (2003) .... Anna Höglund
- Fling (2004) .... Camilla
- Onnen varjot (2005) .... Nainen luokkajuhlissa
- Mumintrollens farliga midsommar (2009) .... Muminmamman
- Mumintrollet och kometjakten (2010) .... Muminmamman
- Hotell Gyllene Knorren – filmen (2011) .... Ritva Rantanen
- Flimmer (2012) .... Tarja
- Hallåhallå (HalloHallo, 2012) ....  Disa
- Kung Liljekonvalje av dungen (2013) ... Fanny
- Muminfamiljen på Rivieran (2014) .... Muminmamman
- Så ock på jorden (2015)
- Trollvinter i Mumindalen (2017) .... Muminmamman
- En komikers uppväxt (2019)
- Konferensen (2023)

## Fernsehproduktionen
- Kätevä emäntä (2004)
- Vasikantanssi (2004) .... Minna Vuorinen
- Kirkkaalta taivaalta (2006) .... Mimmu
- Donna Paukku (2006–2007) .... Donna Paukku
- Karjalan kunnailla (2007, 2009) .... Kirsti Miettinen
- Livet i Fagervik (2008) .... Annika
- Crimes of Passion (2013)